# Тильківка
Тильківка (біл. вёска Тылькаўка) — село в складі Березинського району Мінської області, Білорусь. Село підпорядковане Погостівській сільській раді, розташоване в східній частині області.